# Saleh Ali al-Sammad
Saleh Ali al-Sammad (en arabe : صالح علي الصماد), né le 1er janvier 1979 à Bani Ma'az Sahar dans le gouvernorat de Sa'dah et mort le 19 avril 2018 à Al-Hodeïda dans le gouvernorat d'al-Hodeïda, est un homme d'État yéménite, président du Conseil politique suprême, chef de l'État de facto dans les territoires tenus par les Houthis de 2016 à 2018.

## Biographie
En 2009, au cours de la guerre du Saada, alors qu'il est membre des Houthis, sa maison et sa ferme sont détruites.
Saleh Ali al-Sammad est, à partir de 2014, le chef d'Ansar Allah, branche politique des Houthis.
En septembre 2014, après la prise de Sanaa par les Houthis, il est nommé conseiller du président Abdrabbo Mansour Hadi.
Le 6 août 2016, membre du Conseil politique suprême, il est élu à sa tête par ses pairs.
Le 14 août, il prête serment.
Le 20 août, en marge d'une manifestation pro-Houthis et pro-Saleh à Sanaa, il annonce alors la formation prochaine d'un gouvernement. Celui-ci voit le jour le 4 octobre 2016 et est dirigé par Abdel Aziz ben Habtour.
En 2018, il promet une « année des missiles balistiques » à la coalition saoudienne.
Il meurt, tué le 19 avril 2018 par une attaque aérienne, victime d'un missile LJ-7, une version du HJ-10 (en) de fabrication chinoise, tiré d'un drone de combat, lors de l'opération Restaurer l'espoir menée par l'Arabie saoudite dans le cadre de la guerre civile yéménite. Pour Franck Mermier, directeur de recherche du CNRS, « Saleh al-Sammad était une vitrine de ce pouvoir rebelle, de cette coalition. [Cependant, il n'était] pas véritablement un dirigeant de premier plan du mouvement houthi ». Sa mort est annoncée trois jours plus tard, le 23 avril. Pour Adam Baron, chercheur à l'European Council on Foreign Relations, « c'est certainement un revers majeur. C'est le plus grand succès de la coalition jusqu'ici et cela indique que ses capacités de renseignements s'améliorent. Mais les Houthis ont perdu des leaders clés, mais ont réussi à rebondir ». Mehdi Hussein al-Machat lui succède.

### Vie privée
Marié, il avait quatre enfants, deux fils et deux filles. Il serait un Hafiz, ayant mémorisé le Coran par cœur et serait également écrivain et poète.

## Funérailles

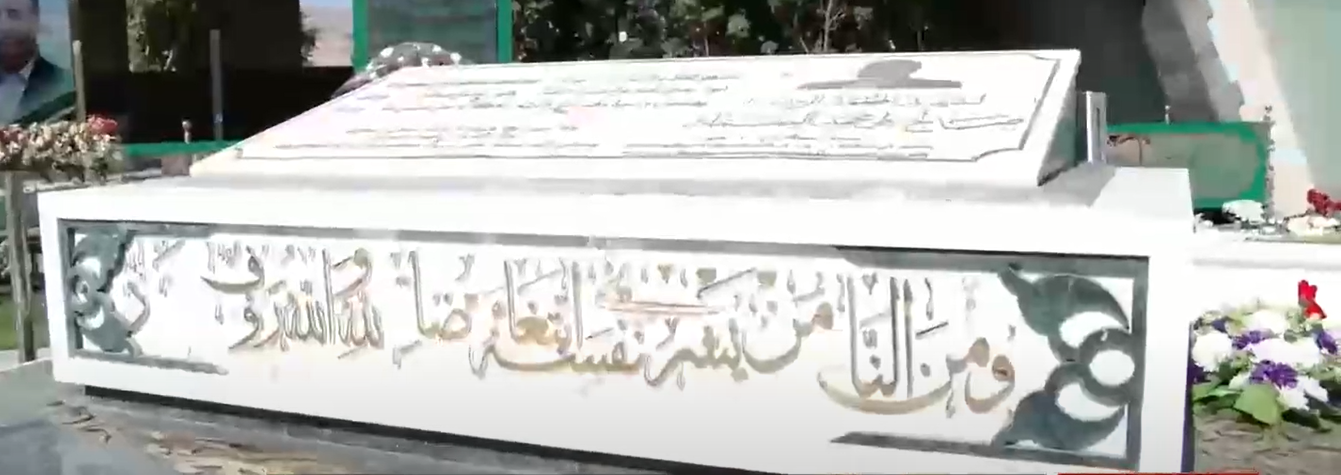
Tombe

Ses obsèques sont annoncées pour le 28 avril 2018. Le 27 avril, en pleine préparation des funérailles et la veille de celles-ci, un raid aérien de la coalition dirigée par l'Arabie Saoudite tue 38 autres rebelles houthis, dont plusieurs chefs réunis au sein du ministère de l'Intérieur à Sanaa ; il s'agit jusque-là, pour la coalition saoudienne, du plus grand succès obtenu par un raid aérien. Selon les médias saoudiens, le fait de frapper durant la période de préparation des funérailles d'al-Sammad a été choisi volontairement afin de diminuer encore plus le moral des rebelles.
Le 28 avril, les funérailles rassemblent des milliers de partisans houtistes à Sanaa. En représailles de la mort d'al-Sammad et de celles des rebelles de la veille, les houthistes tirent huit missiles sur l'Arabie saoudite, tuant un civil.